# Twilight Zone (Golden Earring)
Twilight Zone is een nummer geschreven door George Kooymans. Het was eigenlijk bedoeld voor een soloalbum, maar werd onderdeel van het zestiende studioalbum Cut van Golden Earring uit 1982. Op 23 augustus van dat jaar werd het nummer wereldwijd op vinylsingle uitgebracht.

## Geschiedenis
De Golden Earring waren in 1981 op sterven na dood. Het succes was na tophit Radar Love (1973) langzaam weggeëbd. De band wilde eigenlijk de handdoek in de ring gooien, Kooymans had plannen om te emigreren. Tijdens een vergadering met Pasen 1981 weet manager Freddy Haayen de bandleden Kooymans, Barry Hay, Rinus Gerritsen en Cesar Zuiderwijk ervan te overtuigen om met een knallend afscheid te komen.
De werkwijze in de studio en repeteerruimtes is anders dan anders. Geen lange aanlooptermijn maar gewoon oefenen in een “hok” in Zoetermeer van door Red Bullet ingeschakelde muziekproducent Shell Schellekens. Kooymans heeft een liedje dat in wezen gaat over het toeren in de Verenigde Staten, van de ene onbekende concertzaal naar de andere, zonder te weten wat hun te wachten staat. Anderzijds is het lied van toepassing op de militaire situatie in Europa. De dreiging van de Derde Wereldoorlog of een kernoorlog hing boven de wereld. In die situatie kwamen Kooymans en Hay met een verhaal over een spion die vermoedt dat hij vermoord gaat worden.
De inspiratie voor het lied kwam van de populaire televisieserie The Twilight Zone (Tweeduuster), waar Kooymans als kind liefhebber van was. De openingstune van deze serie komt terug in het gitaarloopje aan het begin van het liedje, dat daarnaast met thema's als achtervolging en verraad en duistere teksten aanhaakt bij de sfeer van de televisieserie.
Gedurende het traject wil de band een soort conceptalbum rond genoemde spionthema maken, maar laten dat al snel weer los. Opnamen vinden plaats in de woning annex studio van Kooymans (Lagune Music Studio). Alle instrumenten worden in aparte ruimtes opgenomen via het clicktracksysteem. Schellekens voegde nog wat percussie toe. Uiteindelijk kwam een nummer tot stand dat zowel rock en disco-invloeden heeft met 120 bpm. Schellekens mixt het nummer in de Soundpush Studio; hij laat zich een week lang opsluiten; andere bands die de studio wilden gebruiken werden door de Earringleden buiten de deur gehouden. Schellekens, bekend vanwege de heavy drumsound, is na een week klaar, maar de band vond de zangstem te veel op de achtergrond, ze zetten zelf de zang wat harder. De achtergrondzang werd verzorgd door American Gypsy-leden Steve Clisby en Omar Dupree en Urban Heroes-zanger Evert Nieuwstede.

## Single
In de nazomer van 1982 werd het lied samen met King Dark op de B-kant op single uitgebracht (het album volgde later). De plaat was op vrijdag 20 augustus 1982 Veronica Alarmschijf op Hilversum 3. Al rap besteeg het de hitparades, ondersteund door een voor die tijd sensationele videoclip van Dick Maas.
In Nederland werd de videoclip op televisie uitgezonden in de pop programma's Toppop van de AVRO en Countdown van Veronica. Het is een van de eerste echte videoclips waarin ook een verhaal verteld wordt. MTV was net gestart in Amerika en draaide de clip relatief veel, zodat een deel van het nationaal en later volgens internationaal succes daaraan te danken is..

## Hitlijsten
In Nederland was de plaat op vrijdag 20 augustus 1982 Veronica Alarmschijf op Hilversum 3 en werd mede hierdoor een gigantische hit in de destijds drie landelijke hitlijsten op de nationale publieke popzender. De plaat slaagt er moeiteloos in de nummer 1-positie te bereiken in zowel de Nederlandse Top 40 als de TROS Top 50. In de Nationale Hitparade kwam de plaat niet verder dan de 2e positie. In de Europese hitlijst op Hilversum 3, de TROS Europarade, werd de 11e positie behaald.
In België bereikte de plaat de 5e positie in de voorloper van de Vlaamse Ultratop 50 en de 4e positie in de Vlaamse Radio 2 Top 30. In Wallonië werd géén notering behaald.
Het succes van de single sleept het album met zich mee. In februari 1983 wordt Twilight Zone ook een top 10-hit in de Verenigde Staten: de 10e positie in de Billboard Hot 100 en zelfs nummer 1 in de Billboard Mainstream Rock Tracks. Radar Love kwam in 1973 al tot positie 13. Er zouden van Twilight Zone circa anderhalf miljoen exemplaren verkocht worden.
Sinds de allereerste editie in december 1999 staat de plaat onafgeboken genoteerd in de jaarlijkse NPO Radio 2 Top 2000 van de Nederlandse publieke radiozender NPO Radio 2, met als hoogste notering tot nu toe een 112e positie in 2021.

## Nasleep
De concertreeks die volgt door de Verenigde Staten wordt in tegenstelling tot de peperdure tournees uit de jaren '70 wél financieel succesvol afgesloten. Nauwelijks anderhalf jaar na Twilight Zone herhaalt Golden Earring dit succes met When the Lady Smiles (1984) en toert de band door 40 Amerikaanse staten, waaronder Hawaï.

## Hitnoteringen

### Nederlandse Top 40
| "Twilight Zone" in de Nederlandse Top 40 - binnen: 28-08-1982 | "Twilight Zone" in de Nederlandse Top 40 - binnen: 28-08-1982 | "Twilight Zone" in de Nederlandse Top 40 - binnen: 28-08-1982 | "Twilight Zone" in de Nederlandse Top 40 - binnen: 28-08-1982 | "Twilight Zone" in de Nederlandse Top 40 - binnen: 28-08-1982 | "Twilight Zone" in de Nederlandse Top 40 - binnen: 28-08-1982 | "Twilight Zone" in de Nederlandse Top 40 - binnen: 28-08-1982 | "Twilight Zone" in de Nederlandse Top 40 - binnen: 28-08-1982 | "Twilight Zone" in de Nederlandse Top 40 - binnen: 28-08-1982 | "Twilight Zone" in de Nederlandse Top 40 - binnen: 28-08-1982 | "Twilight Zone" in de Nederlandse Top 40 - binnen: 28-08-1982 | "Twilight Zone" in de Nederlandse Top 40 - binnen: 28-08-1982 |
| Week                                                          | 01                                                            | 02                                                            | 03                                                            | 04                                                            | 05                                                            | 06                                                            | 07                                                            | 08                                                            | 09                                                            | 10                                                            |                                                               |
| ------------------------------------------------------------- | ------------------------------------------------------------- | ------------------------------------------------------------- | ------------------------------------------------------------- | ------------------------------------------------------------- | ------------------------------------------------------------- | ------------------------------------------------------------- | ------------------------------------------------------------- | ------------------------------------------------------------- | ------------------------------------------------------------- | ------------------------------------------------------------- | ------------------------------------------------------------- |
| Nummer                                                        | 20                                                            | 9                                                             | 4                                                             | 1                                                             | 1                                                             | 2                                                             | 3                                                             | 7                                                             | 19                                                            | 35                                                            | uit                                                           |

### Nationale Hitparade
| "Twilight Zone" in de Nationale Hitparade - binnen: 04-09-1982 | "Twilight Zone" in de Nationale Hitparade - binnen: 04-09-1982 | "Twilight Zone" in de Nationale Hitparade - binnen: 04-09-1982 | "Twilight Zone" in de Nationale Hitparade - binnen: 04-09-1982 | "Twilight Zone" in de Nationale Hitparade - binnen: 04-09-1982 | "Twilight Zone" in de Nationale Hitparade - binnen: 04-09-1982 | "Twilight Zone" in de Nationale Hitparade - binnen: 04-09-1982 | "Twilight Zone" in de Nationale Hitparade - binnen: 04-09-1982 | "Twilight Zone" in de Nationale Hitparade - binnen: 04-09-1982 | "Twilight Zone" in de Nationale Hitparade - binnen: 04-09-1982 | "Twilight Zone" in de Nationale Hitparade - binnen: 04-09-1982 | "Twilight Zone" in de Nationale Hitparade - binnen: 04-09-1982 |
| Week                                                           | 01                                                             | 02                                                             | 03                                                             | 04                                                             | 05                                                             | 06                                                             | 07                                                             | 08                                                             | 09                                                             | 10                                                             |                                                                |
| -------------------------------------------------------------- | -------------------------------------------------------------- | -------------------------------------------------------------- | -------------------------------------------------------------- | -------------------------------------------------------------- | -------------------------------------------------------------- | -------------------------------------------------------------- | -------------------------------------------------------------- | -------------------------------------------------------------- | -------------------------------------------------------------- | -------------------------------------------------------------- | -------------------------------------------------------------- |
| Nummer                                                         | 11                                                             | 3                                                              | 4                                                              | 3                                                              | 2                                                              | 2                                                              | 4                                                              | 9                                                              | 26                                                             | 41                                                             | uit                                                            |

### TROS Top 50
Hitnoteringen: 26-08-1982 (hoogste nieuwe binnenkomer op #19) t/m 28-10-1982. Hoogste notering: #1 (1 week).

### TROS Europarade
Hitnotering: 26-09-1982 t/m 24-10-1982. Hoogste notering: #11 (1 week).

### NPO Radio 2 Top 2000
| Nummer met noteringen in de NPO Radio 2 Top 2000 | '99 | '00 | '01 | '02 | '03 | '04 | '05 | '06 | '07 | '08 | '09 | '10 | '11 | '12 | '13 | '14 | '15 | '16 | '17 | '18 | '19 | '20 | '21 | '22 | '23 | '24 |
| ------------------------------------------------ | --- | --- | --- | --- | --- | --- | --- | --- | --- | --- | --- | --- | --- | --- | --- | --- | --- | --- | --- | --- | --- | --- | --- | --- | --- | --- |
| Twilight Zone                                    | 155 | 118 | 117 | 141 | 174 | 160 | 171 | 178 | 240 | 167 | 289 | 277 | 259 | 341 | 305 | 365 | 371 | 324 | 306 | 358 | 260 | 295 | 112 | 186 | 228 | 328 |

1. ↑  Een vetgedrukt getal geeft de hoogste notering aan.

Discografie